# Hera Björk
Hera Björk   (Reykjavík, 29 de març de 1972) és una cantant islandesa. És coneguda per representar Islàndia al Festival de la Cançó d'Eurovisió 2010 amb la cançó "Je ne sais quoi", on va quedar 19a, i al Festival de Viña del Mar 2013 amb la cançó "Because You Can", on va guanyar a la categoria de millor cançó.
Va ser seleccionada entre els concursants de Söngvakeppnin 2024, la final nacional islandesa per al Festival de la Cançó d'Eurovisió 2024, amb la cançó "Við förum hærra". Es va classificar per a la final i va guanyar amb la versió en anglès, amb la qual va representar a Islàndia en el concurs per segona vegada, però no es va classificar per a la final.